# Aratók (Bruegel festménye)
Az Aratók Pieter Bruegel világhírű táblaképe az évszakokat ábrázoló sorozatából.
A sorozatot Nicolaes Jonghelinck antwerpeni kereskedő megrendelésére készítette a festő. Jonghelinck lelkes pártolója volt, tizenhat képe volt a festőtől, amelyeket a városszéli házában helyezett el.
A hat képből öt maradt fenn, közülük három: Egy borús nap, Vadászok a hóban, A csorda hazatérése a Bécsi Szépművészeti Múzeumban, a negyedik, a Szénakaszálás, a prágai Sternberg-palotában, a Prágai Nemzeti Galéria gyűjteményében látható. Az Aratók a Rogers Fund révén, 1919-ben került a New York-i Metropolitan Művészeti Múzeum tulajdonába.
A képsorozat fordulatot jelent a nyugati festészet történetében. A tájképfestészet addigi vallásos, ikonográfiai vonatkozásait háttérbe szorította az új humanizmus. Bruegel idealizmustól mentesen ábrázolta a tájat és a benne tevékenykedő embereket, tökéletesen megértve és alkalmazva az olasz reneszánsz kompozíciós elveit.
Az Aratók valószínűleg az augusztusi és szeptemberi hónapokat ábrázolta a sorozatban.
Az alkotás középpontjában itt is, mint Bruegel oly sok más művében, a parasztemberek és a munkájuk áll. A kép diakrón módon, folyamatában mutatja be a tevékenységüket: láthatjuk őket a munka közben és az azt követő pihenés, evés idején egyaránt.
A sorozat képeit első tulajdonosától Antwerpen városa vásárolta meg, és Habsburg Ernő osztrák főhercegnek, Hollandia kormányzójának ajándékozta 1595-ben, a városba történt diadalmas bevonulása alkalmából. Később II. Rudolf német-római császár híres prágai gyűjteményébe került.